# Gmina Fredensborg
Gmina Fredensborg (duń. Fredensborg Kommune) – gmina w Danii w regionie Region Stołeczny.
Gmina powstała w 2007 roku na mocy reformy administracyjnej z połączenia gmin Fredensborg-Humlebæk i Karlebo.
Siedzibą gminy jest miasto Kokkedal.